# Ralph Weimann
Ralph Weimann (* 2. Juli 1976 in Bremen) ist ein deutscher römisch-katholischer Priester und Theologe.

## Leben und Wirken
Ralph Weimann wurde als zweites von sieben Kindern in Bremen geboren. Nach dem Abitur schloss er eine zweijährige Reserveoffiziersausbildung bei der Fallschirmjägertruppe der deutschen Bundeswehr ab. Danach absolvierte er sein Noviziat bei den Legionären Christi in Cheshire (Connecticut), wo er im Rahmen seiner Ordensausbildung ein Associate Degree in Humanities erlangte. Darauf folgte ein zweijähriges Pastoralpraktikum in Mexiko-Stadt in der Zentrale der Legionäre Christi, die damals noch von Marcial Maciel geführt wurden und bei denen er kirchlich sozialisiert ist. 2004 erwarb er den Bachelor in Philosophie am Päpstlichen Athenaeum Regina Apostolorum, der römischen Hochschule seines damaligen Ordens. Das Studium der katholischen Theologie schloss er 2006 an der KU Eichstätt ab und ließ sich im selben Jahr zum Diakon weihen. 
Am 24. Juni 2007 wurde er von dem Augsburger Bischof Walter Mixa im Augsburger Dom für die mexikanische Prälatur Cancún-Chetumal, deren Bischof Pedro Pablo Elizondo ebenfalls den Legionären Christi angehört, zum Priester geweiht. Im Jahr 2010 promovierte er mit einer Arbeit zum Thema „Dogma und Fortschritt bei Joseph Ratzinger“ in Rom. 2013 erwarb er einen weiteren Doktorgrad in Bioethik, indem er eine Abhandlung zum Thema „Ethische Probleme der Präimplantationsdiagnostik“ an der von den Legionären Christi 2001 gegründeten „Fakultät für Bioethik“ vorlegte. 
Seit 2008 unterrichtet er an verschiedenen kirchlichen Hochschulen in Rom und wurde 2014 bei einem Auftritt in einem Lektüreseminar vor dem Schülerkreis Benedikt XVI. als „Gastdozent an der Hochschule der Legionäre Christi in Rom“ vorgestellt.
Im Februar 2016 initiierte er einen zweisprachigen (italienisch/englisch) Masterstudiengang „Joseph Ratzinger: Studies and Spirituality“ am Institutum Patristicum Augustinianum in Rom, mit dem man sich von Weimann als Hauptlektor in Zusammenarbeit mit namhaften Referenten wie Kurt Koch, Georg Gänswein und Robert Sarah „in nur zwei Semestern zum Experten von Joseph Ratzinger/Papst em. Benedikt XVI.“ ausbilden lassen konnte. Im Autorenverzeichnis eines 2018 erschienenen Sammelbandes wird Weimann als „Gastprofessor an der Pontificia Università San Tommaso d’Aquino (Angelicum), an der Päpstlichen Hochschule Regina Apostolorum und am Institutum Patristicum Augustinianum in Rom“ aufgeführt. 2019 lehrte er auch an der von der Toulouser Provinz des Dominikanerordens geführten dominikanischen Internet-Universität „Domuni“. Außerdem hält er Vorträge auf Veranstaltungen sehr konservativer kirchlicher Gruppierungen wie dem Forum Deutscher Katholiken oder dem Linzer Priesterkreis, vor allem über dogmatische Theologie und Bioethik. Als sein theologisches Vorbild wird Joseph Ratzinger genannt, zu dessen Neuem Schülerkreis er gerechnet wird.
Im Einfluss der 68er-Bewegung und des Marxismus sieht er die wesentlichen Faktoren für den aus seiner Sicht desolaten Zustand der römisch-katholischen Kirche. Seine Vorträge werden als „schneidig“ beschrieben. Er rät auch vom Besuch von Kindergottesdiensten ab, weil sie die Liturgie nach seiner Auffassung banalisieren und die Kinder dann später nicht mehr zur Kirche gehen. Auch sollte man nach seiner Ansicht nicht unbedingt in der eigenen Pfarrgemeinde zum Gottesdienst gehen, sondern sich eine Pfarrei aussuchen, wo „die Heiligkeit der Feier gewahrt“ ist. Seine Bücher, die sich häufig an ein breiteres Publikum richten, wurden in mehrere Sprachen übersetzt. Weimann tritt in der Öffentlichkeit nicht als Ordensmitglied in Erscheinung und ist im Schematismus von Cancún-Chetumal (Stand: 2013) als Mitglied des Diözesanklerus und nicht unter den dort tätigen Legionären aufgeführt. Er wurde allerdings noch 2017 von der Ordenshochschule als Mitglied der Legionäre Christi gekennzeichnet.

## Schriften (Auswahl)
- Dogma und Fortschritt bei Joseph Ratzinger. Prinzipien der Kontinuität. Schöningh, Paderborn 2012, ISBN 978-3-657-77375-6 (Dissertation).
- mit Markus Graulich: Im Glauben das „Ja“ wagen. Auf dem Weg zur Ehe. Herder, Freiburg i. Br. 2015, ISBN 978-3-451-30405-7.
- Bioethik in einer säkularisierten Gesellschaft. Ethische Probleme der PID (= Politik- und Kommunikationswissenschaftliche Veröffentlichungen der Görres-Gesellschaft. Band 33). Schöningh, Paderborn 2015, ISBN 978-3-506-78274-8 (Dissertation).
- mit Markus Graulich: Taufvorbereitung und Taufgespräch. Ein Leitfaden für Eltern und Seelsorger. Pustet, Regensburg 2019, ISBN 978-3-7917-3052-3.
- als Hrsg. mit Markus Graulich: Ewige Ordnung in sich verändernder Gesellschaft? Das göttliche Recht im theologischen Diskurs (= Quaestiones Disputatae. Band 287). Herder, Freiburg i. Br. 2018, ISBN 978-3-451-02287-6.
- Wegweisung für verunsicherte Christen. Christiana, Kißlegg 4. Auflage 2024, ISBN 978-3-7171-1334-8.
- Bioethical Challenges at the End of Life. An Ethical Guide in Catholic Perspective. Angelico Press, New York 2022, ISBN 978-1-621-38821-0.
- Wegweisung für das Ewige Leben. Christiana, Kißlegg 2023, ISBN 978-3-7171-1364-5.
- Sacramentals. Their Meaning and Spiritual Use. Sophia Institute Press, Manchester 2023, ISBN 978-1-64413-949-3 (mit einem Vorwort von Kardinal Sarah).
- als Hrsg.: Volksfrömmigkeit – alter Zopf oder verkannte Chance? Fe-Medienverlag, Kißlegg 2023, ISBN 978-3-8635-7391-1.
- Klarheit durch die Wahrheit. Media Maria, Illertissen 2024, ISBN 978-3947931590.